# Bickerton (fiets)
Bickerton is een Britse fabrikant van vouwfietsen die bestond tussen 1971 en 1991.
Het bedrijf is begin jaren zeventig opgericht door Harry Bickerton. Zijn ontwerp voor een vouwfiets was destijds bijzonder omdat de fiets ingeklapt kon worden tot een compact formaat en hij een laag gewicht had. Dit laatste kwam voor een belangrijk deel door de toepassing van aluminium. Door Bickerton werden vele tienduizenden vouwfietsen geproduceerd, in diverse modellen. In 1991 sloot het bedrijf.
Bickerton vormde een voorname bron van inspiratie voor de Brompton.